# Цезієві руди
Цезієві руди (рос. цезиевые руды, англ. caesium ores; нім. Zäsiumerze n pl) — природні мінеральні утворення, які служать джерелами промислового отримання цезію і його сполук. Практичне значення мають полуцитові руди рідкіснометалічних (літієвих) пегматитів (бл. 92 % всіх запасів). Ще 3,4 % запасів цезію зосереджено в апатит-нефелінових рудах. Головний рудний мінерал — полуцит. Руди містять 0,3–(2–3)% Cs2О. З них отримують концентрати з вмістом Cs2О не менше 20 %.
Перше місце в світі за запасами цезію займають США. Найбільші родовища цезієвих руд — Бернік-Лейк (Канада), Бікіта (Зімбабве) і Карібіб (Намібія). Другорядним джерелом отримання цезію є лепідоліт літієвих пегматитів, що містить 1–2 % Cs2О. Потенційними типами цезієвих руд можуть бути: цезій-біотитові слюдити; кисле вулканічне скло; гідромінеральна сировина; деякі мінерали лужних порід, в кристалічній структурі яких є катіони Cs.
Світова промисловість базується на полуцитових рудах пегматитових родовищ, що містять від 0,3–0,5 до 2–3 % Cs2О. У штуфних концентратах вміст Cs2О не нижче 20 %.
Унікальні за запасами родовища цезієвих руд містять понад 100 тис. т Cs2О, великі — тисячі т., середні — сотні т., а дрібні — десятки т.
Цезій легко сполучається з бором і флуором в комплексні сполуки типу Cs[BF4], в формі яких він і виноситься. Серед сублімаційних утворень деяких вулканів зустрічається мінерал авоґадрит 4(К, Cs)[BF4]. Завдяки леткості Cs з бором і фтором навколо масивів рідкіснометалічних ґранітів і пегматитів виникають ореоли підвищеного вмісту цезію, бору і фтору. При заляганні літієвих пегматитів серед амфіболітів і неспокійних тектонічних умовах їх формування, навколо них розвиваються процеси турмалінізації і особливо біотитизації, при цьому біотит, що утворюється, містить до 6–10 % Cs2О. Екзоконтактові змінені породи потужністю до десятків м. містять до 0,1–0,3 мас. % Cs2О і можуть служити джерелом отримання цезію.
У лужних ґранітах, сієнітах і їх екзоконтактових зонах нагромаджуються мінерали групи астрофіліту, що містять до 1,5–2 % Cs2О. У пегматитах лужних ґранітів зустрічається цезієвий куплетськіт (до 10 % Cs2О). Цезій входить до складу кислого і середнього вулканічного скла — перлітів (до 0,5 % Cs2О), при цьому спостерігається пряма залежність між вмістом цезію і Н2О. При екзогенних процесах цезій і рубідій нагромаджуються спільно з калієм в соляних відкладах, рубідій входить до складу сильвіну і карналіту, цезій сорбується мулами або зберігається у водах.
Практично весь цезій добувається з полуциту і виходить попутно при переробці лепідолітових і сподуменових концентратів. Потенційними джерелами його отримання є екзоконтактові метасоматити з цезієвим біотитом і вулканічне скло.
Всі родовища цезієвих руд належать до формації рідкіснометалічних пегматитів. Вони є комплексними і нарівні з цезієм містять також Та і Li, менше Ве і Sn. Приклад — родовище Бернік-Лейк, де вміст Cs2О досягає 28 %. Підраховані запаси 270 тис. т руди при середньому вмісті 20,4 % Cs2О. Загальні запаси оцінюються близько 200 тис. т Cs2О. Родовище унікальне і за вмістом танталу (вміст Та2О5 0,24 %) і багате на літій (2,2–2,4 % Li2О). На родовище Бернік-Лейк наприкінці XX ст. припадало 90 % всього світового видобутку цезію і біля 30–40 % видобутку танталу.
Прояви цезієвих рідкіснометалічних пегматитів в Україні є на південному фланзі Жовторічинського рідкіснометалічно-уран-залізорудного родовища Кривбасу.